# Lithobates septentrionalis
Lithobates septentrionalis es una especie de anfibio anuro de la familia Ranidae.

## Distribución geográfica
Esta especie habita en el noreste de América del Norte:
- en el noreste de los Estados Unidos, Maine, New Hampshire, Vermont, el norte de Nueva York, Michigan, el norte de Wisconsin y el norte de Minnesota;
- en el sudeste de Canadá en el sur de Labrador, Nuevo Brunswick, sur de Quebec, Ontario y el sureste de Manitoba.[4]

## Descripción
Lithobates septentrionalis mide entre 48 y 76 mm. Su color general es verde con manchas de color verde oscuro o marrón. Su vientre es cremoso, amarillo y blanquecino. Los machos suelen tener una garganta amarilla brillante, mientras que las hembras son blanquecinas. Los tímpanos del hombre son más grandes que sus ojos, mientras que los de la hembra son de tamaño equivalente.

## Publicación original
- Baird, 1854 : Descriptions of new genera and species of North American Frogs. Proceedings of the Academy of Natural Sciences of Philadelphia, vol. 7, p. 59–62[5]